# 董仔
董仔（1988年8月28日—），本名董芷涵，演員、YouTuber、主持人，是網路搞笑短片團體「這群人TGOP」的團員，也是柒柒娛樂有限公司董事長。
在這群人中，負責任與積極的個人特質，經常飾演經理或是有掌控權的角色，因此還創造出「朱朱姐」一角深受粉絲喜愛。
這群人三花之一，與同團成員鄭茵聲、林牧昕共同經營自創品牌「3.one」。
頻道「不囉嗦看董仔」與丈夫海力共同主持，頻道主要以夫妻最真實的相處模式及探討夫妻如何增加情趣為主題，廣告大眾女粉絲喜愛。

## 最新新聞更新
20240403 董仔養貓防震 （页面存档备份，存于）
20240403 小姐不熙娣 夫妻 （页面存档备份，存于）
綜藝玩很大 夫妻 （页面存档备份，存于）

## 演出作品

### 電視劇／網路劇
| 年份   | 電視臺                      | 劇名                   | 飾演       | 性質   | 導演     | 備註 |
| 2016年 | 台視八大綜合台公視          | 《植劇場－戀愛沙塵暴》 | 林亦謙導師 | 客串   | 北村豐晴 |      |
| 2023年 | LINE TV愛奇藝 LiTV 線上影視 | 《慾望七人行》         | 董瑋珊     | 女主角 | 李信邦   |      |

### 電影
| 年份   | 片名         | 飾演   | 性質 | 導演   | 備註 |
| 2024年 | 《鬼才之道》 | 主持人 | 客串 | 徐漢強 |      |
| 2019年 | 《一吻定情》 | 馬玫瑰 | 客串 | 陳玉珊 |      |

## 主持作品
| 年份   | 活動            | 性質     | 電視台     | 備註 |
| 2018年 | 《公主我來了》  | 代班主持 | 東森       | |
| 2021年 | 《開店BAR夥伴》 | 主持     | 年代       | SEXY BAR 成員 董仔店長 、 阿樂 、 元元 、 肌肉山山、曹家齊 MAYBE BAR 成員 喬瑟夫店長 、 木星人 、 河村一樹 、 本本、李佳俐 |
| 2023年 | 《蝦皮娛樂線》  | 代班主持 | 蝦皮app    | 夥伴 張立東 |
| 2024年 | 《蝦皮娛樂線》  | 代班主持 | 蝦皮app    | 夥伴 張立東 |
| 2024年 | 《廣告star斗》  | 主持人   | 公共台語台 | 董仔、吳怡霈、劉宇珊、視網膜、八弟、Leo王                                                                                  |
| 2024年 | 《玩客瘋高雄》  | 主持人   | 三立都會台 | 董仔&倪暄 |

| 年份   | 活動                                | 性質             | 備註            |
| 2014年 | 《臺北市立建國高級中學》            | 校園主持         |                 |
| 2014年 | 《國立華僑高級中等學校》            | 校園主持         |                 |
| 2019年 | 《Keepourlove我就是品牌音樂會》     | 主持             |                 |
| 2019年 | 《就將娛樂春酒》                    | 主持             |                 |
| 2021年 | 《ELLE》                            | 30周年IG直播主持 |                 |
| 2022年 | 《NOZO （页面存档备份，存于）》     | 主持             |                 |
| 2022年 | 《ALDO》高雄展店                    | 主持             |                 |
| 2023年 | 《歌仔尚青 （页面存档备份，存于）》 | 主持             | 搭檔 《林久登》 |
| 2023年 | 《9.9蝦皮節》                       | 主持             |                 |
| 2023年 | 《NIEL》粉絲見面費                  | 主持             |                 |
| 2024年 | 韓國藝人《天地》粉絲見面會          | 主持             |                 |
| 2024年 | 《光澤醫美》醫美節活動              | 主持             |                 |
| 2024   | 《嘉義小斗笠》記者會                | 主持             |                 |

## 活動出席
| 年份   | 活動         | 性質                         | 備註      |
| 2021年 | 《時裝週》   | 台北時裝週                   | 出席      |
| 2021年 | 《ELLE》     | 30周年Jungle Game            | 出席      |
| 2022年 | 《蝦皮購物》 | 618活動與 《謝金燕》同台跳舞 | 表演+專訪 |
| 2022年 | 《ALDO》     | 高雄店開幕                   | 記者會    |
| 2022年 | 《金鐘獎》   | META特派員                   | 主持人    |
| 2023年 | 《蝦皮購物》 | 618活動                      | 主持人    |
| 2024年 | 樂福公益     | 公益活動                     | 出席      |
| 2024年 | 線下活動     | 廣告STAR斗華山實體活動       | 出席      |

## 代言 / 聯名
| 年份   | 廠商                                        | 性質 | 備註                                 |
| 2023年 | 《台北法國巴黎婚紗 （页面存档备份，存于）》 | 婚紗 | 品牌大使                             |
| 2023年 | 《BONNY & READ （页面存档备份，存于）》     | 飾品 | 品牌聯名                             |
| 2023年 | 《ACER SWIFT GO》                           | 筆電 | 品牌體驗官《（页面存档备份，存于）》 |
| 2024年 | 《Poly LuLu》                               | 服裝 | 年度代言人                           |
| 2024   | 《GAP》活動                                 | 活動 | 代言人                               |

## 參與節目
| 節目名稱         | 主持人                                                 | 電視台     |
| 《全明星辯論會》 | 陶晶瑩（評審長）、陳子見（主持人）                     | 三立綜合台 |
| 《國光幫幫忙》   | 庹宗康、張立東、風田、李玖哲、阿樂、阿倉、馬力歐、無尊 | 三立綜合台 |
| 《完全娛樂》     | 納豆、宇宙、阿達、夏和熙                               | 三立綜合台 |
| 《小姐不熙娣》   | 徐熙娣、派翠克（助理主持）                             | 東森綜合台 |
| 《天才衝衝衝》   | 徐乃麟、曾國城、張文綺、徐凱希、籃籃、巫苡萱           | 華視主頻   |
| 《娛樂百分百》   | 黃偉晉、陳零九、賴晏駒                                 | 八大綜合台 |
| 《麻辣天后傳》   | 利菁、李懿                                             | 中天綜合台 |
| 《11點熱吵店》   | 沈玉琳、Melody                                         | TVBS歡樂台 |
| 《女人我最大》   | 藍心湄、徐凱希、卞慶華                                 | TVBS歡樂台 |
| 《命運好好玩》   | 何篤霖、陳亞蘭                                         | JET綜合台  |
| 《女王大人》     | 曾國城、巴鈺                                           | 緯來電視台 |

| 節目名稱       | 主持人                                                                                  | 電視台                    |
| 《綜藝玩很大》 | 吳宗憲、林柏昇、黃鴻升、謝坤達                                                          | 三立綜合台                |
| 《超級夜總會》 | 澎恰恰、許效舜、苗可麗                                                                  | 三立綜合台                |
| 《綜藝3國智》  | 納豆，王少偉，李易，張立東，瑪麗，花花，鯰魚哥 風田，哈孝遠，威廉，大元，黃豪平（關主） | 台視主頻                  |
| 《飢餓遊戲》   | 孫協志、王仁甫、許孟哲、蔡黃汝、吳函峮                                                  | 中視主頻                  |
| 《大胃王來了》 | 莎莎                                                                                    | 緯來電視台                |
| 《玩客瘋高雄》 | 小鐘、鮪魚、吳怡霈、松野高志、董仔、倪暄                                                | 三立都會台.高雄市公用頻道 |

| 節目名稱       | 主持人                                      | 備註                  |
| 《木曜4超玩》  | 邰智源、KID、溫妮、泱泱、謝坤達、阿部瑪利亞 | Yartist全明星運動大會 |
| 《黃氏兄弟》   | 黃雍哲、黃挺瑋                              | 上課不要偷吃系列      |
| 《玩美研究室》 |                                             |                       |

## 外部連結
- 董仔的Facebook專頁
- 董仔的Instagram帳戶
- YouTube上的董仔頻道